# Xanthoparmelia mollis
Xanthoparmelia mollis är en lavart som beskrevs av Hale. Xanthoparmelia mollis ingår i släktet Xanthoparmelia och familjen Parmeliaceae.   Inga underarter finns listade i Catalogue of Life.